# Srđan Hrstić
Srđan Hrstić (serbisch-kyrillisch Срђан Хрстић; * 18. Juli 2003 in Sombor, Serbien und Montenegro) ist ein serbischer Fußballspieler, der hauptsächlich als Mittelstürmer spielt. Er läuft aktuell in Schweden für den BK Häcken auf.

## Karriere

### Vereine
Srđan Hrstić begann seine Vereinskarriere in der Jugend von FK Spartak Subotica und wechselte später in die Profimannschaft. Im Jahr 2020 gab er sein Profidebüt für Spartak Subotica. Dort spielte er bis zum Sommer 2023 insgesamt 52 Spiele und erzielte 11 Tore.
Am 3. August 2023 gab der schwedische Erstligist BK Häcken die Verpflichtung von Hrstić bekannt. Er unterzeichnete einen Vertrag bis zum 31. Dezember 2027. Sein Debüt in der Fotbollsallsvenskan gab er am 13. August 2023. Er war beim 2:0 gegen Varbergs BoIS in der Startaufstellung und kam auf 83 Einsatzminuten.
International absolvierte Hrstić im August 2023 seine ersten Spiele. In der 3. Qualifikationsrunde der UEFA Europa Conference League 2023/24 spielte er gegen die litauische Mannschaft FK Žalgiris Vilnius, wobei man das Hinspiel mit 3:1 gewann. Hrstić traf dabei doppelt und bereitete ein Tor für Mikkel Rygaard vor. Im Rückspiel machte er das 1:0 und war maßgeblich am 5:0-Heimsieg am 17. August 2023 beteiligt.

### Nationalmannschaft
Srđan Hrstić hat in der serbischen U16-, U17-, U19- und U21-Nationalmannschaft gespielt. Er absolvierte sein erstes Spiel für die U21-Mannschaft im Jahr 2023.